# مملسة
المُمَلَّسَة (الاسم العلمي: Pediococcus) هي جنس من البكتيريا تتبع فصيلة الملبنات من رتبة الملبنيات.

## أنواع المملسة
- مملسة الحمض اللبني
- مملسة أرجنتينية
- مملسة أليفة الأقبية
- مملسة كلوسنية
- مملسة متلفة
- مملسة متحملة للإثانول
- مملسة مباغتة
- مملسة زوانية
- مملسة صغيرة
- مملسة السكر الخماسي
- مملسة سيامية
- مملسة ستايلسية
- مملسة مستملحة
- مملسة بول الخيل